# Паттивал, Исаак
Исаак (Тьяк) Паттивал (нидерл. Isaak "Tjaak" Pattiwael; 23 февраля 1914 — 16 марта 1987) — индонезийский футболист, нападающий.

## Биография
С восемнадцати лет Паттивал играл за футбольный клуб «Йонг Амбон» из Батавии, а также выступал за сборную этого города. Он дважды выигрывал с командой чемпионат Батавии
В конце мая 1938 года Исаак был вызван в сборную Голландской Ост-Индии и отправился с командой в Нидерланды. Он был одним из семнадцати футболистов, которых главный тренер сборной Йоханнес Христоффел ван Мастенбрук выбрал для подготовки к чемпионату мира во Франции. 
В начале июня сборная отправилась на мундиаль, который стал для Голландской Ост-Индии и Индонезии первым в истории. На турнире команда сыграла одну игру в рамках 1/8 финала, в котором она уступила будущему финалисту турнира Венгрии (6:0). Паттивал принял участие в этом матче. После возвращения в Нидерланды, сборная провела товарищеский матч со сборной Нидерландов на Олимпийском стадионе в Амстердаме. Встреча завершилась победой нидерландцев со счётом 9:2. Один из забитых голов был на счету Паттивала.
Завершил карьеру в 1957 году, в возрасте 42 лет.